# José Urutau Guajajara
José Urutau Guajajara (aldeia Lagoa Comprida, Maranhão, 22 de outubro de 1959), é um professor de cultura indígena, pesquisador de linguística e um dos líderes do movimento pelos direitos indigenistas na cidade brasileira do Rio de Janeiro.

## Biografia
José Urutau Guajajara é do povo guajajara, nascido na aldeia Lagoa Comprida no estado do Maranhão (próximo à cidade de Jenipapo dos Vieiras), mudou-se ainda adolescente para Barra do Corda, onde passou dez anos dedicados ao estudo.
Ainda jovem, Urutau Guajajara mudou-se para o Rio de Janeiro a convite de familiares, onde conciliou estudos e trabalho. Graduou-se em pedagogia pela Universidade Estácio de Sá (UNESA), onde estudou com auxílio de bolsa. Durante a década de 2000, fez pós-graduação em línguas indígenas pela Universidade Federal Fluminense (UFF), através do Programa de Pós-graduação em Antropologia Social do Museu Nacional (PPGAS). Em 2013 iniciou seu mestrado em linguística pela Universidade do Estado do Rio de Janeiro (UERJ).
Atua como pesquisador de linguística no Museu Nacional do Rio de Janeiro e na UFRJ, é também professor de cultura indígena na Instituto Superior de Educação do Rio de Janeiro (ISERJ). É também divulgador da cultura indígena nas escolas, promovendo o ensino de línguas, cantos tradicionais, costumes e expressões artísticas de seus povos. Desenvolve um trabalho de formação docente, capacitando professores para multiplicarem esses conhecimentos além dos espaços escolares.
Falante nativo do ze’egté, em 2006, integrou um coletivo multiétnico que ocupou o prédio do antigo Museu do Índio (próximo ao estádio do Maracanã), fundando a aldeia Marak’ana (Maracanã).
Em 2008, preparou uma pesquisa de comparação da estrutura de ze’egté com a língua inglesa, que tem uma estrutura próxima, língua dos Tenetehára-Guajajara.
Atualmente mora no Centro de Etnoconhecimento Sociocultural e Ambiental Caiuré (CESAC) no bairro de Tomás Coelho, espaço comunitário indígena urbano criado em 2012.
Em maio de 2023, o cacique e a aldeia Marak’ana participaram do aniversário do Museu da Vida Fiocruz, com uma série de atividades culturais (oficinas de tupi-guarani, contação de histórias, feira de artesanato, medicinas da floresta, cânticos e danças), onde visitantes do campus de Manguinhos, na cidade do Rio de Janeiro, conheceram esta cultura indígena.

## Aldeia Maracanã
Desocupação
Em março de 2013, a Aldeia Marak'anà - ocupada desde 2006 por indígenas liderados por José Urutau Guajajara, um de seus fundadores - foi alvo de uma operação policial para cumprir ordem de despejo emitida pela 8ª Vara Federal do Rio de Janeiro. A ação mobilizou 90 agentes com veículos blindados e motocicletas, que cercaram o antigo prédio do Museu do Índio nas imediações do Maracanã, utilizando spray de pimenta contra manifestantes que apoiavam os indígenas e os cerca de 60 moradores.
A desocupação ocorreu após notificação judicial que concedeu 72 horas úteis para a saída dos ocupantes, prazo que se estendeu até quarta-feira devido à proibição legal de operações noturnas. O terreno foi reintegrado ao Estado do Rio de Janeiro, encerrando temporariamente o projeto comunitário que desde 2006 preservava culturas indígenas no local.
Resistência e Conflito

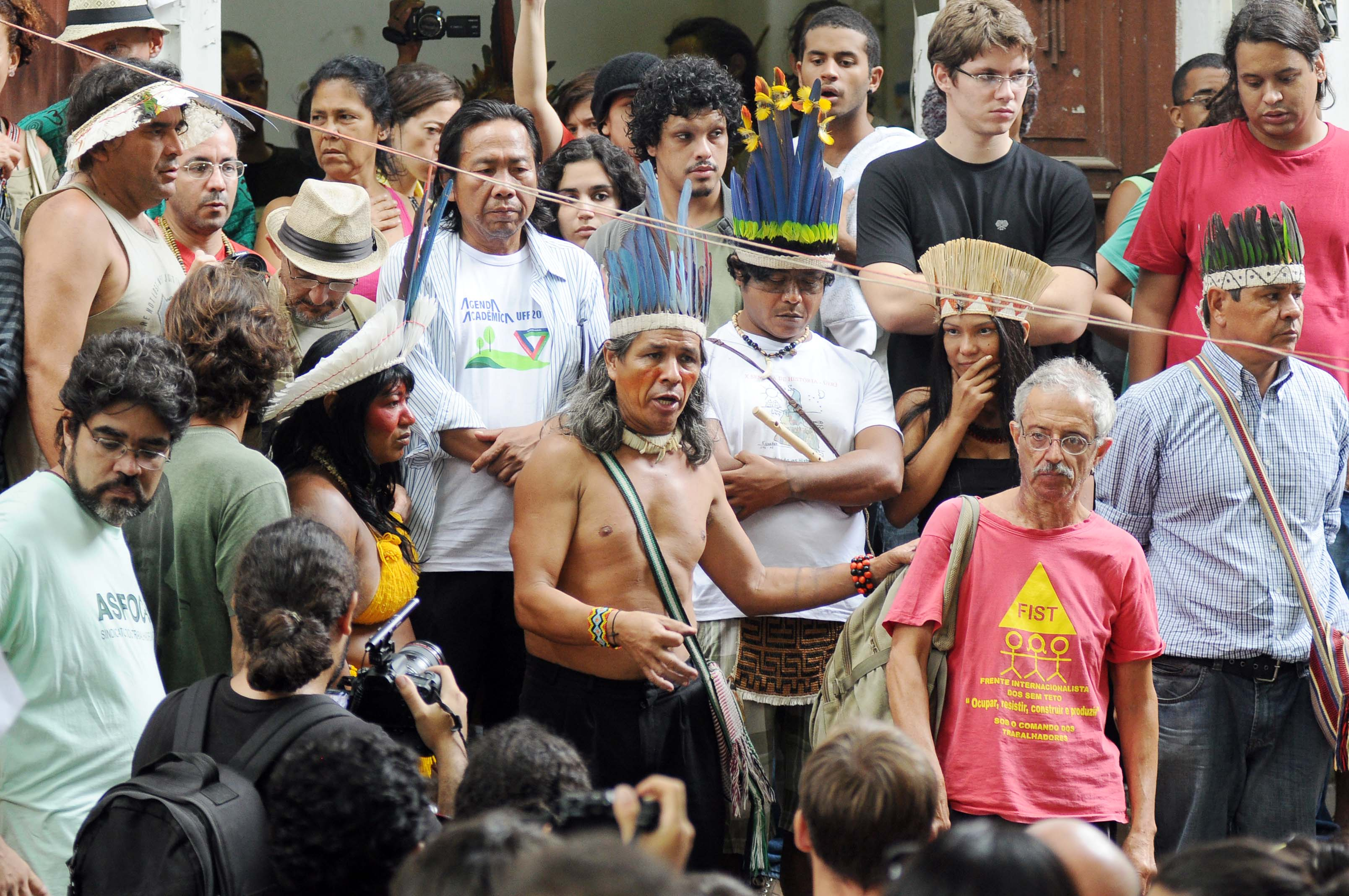
José Urutau Guajajara durante resistência contra a ocupação em 2013.

O protesto contra a desocupação atingiu seu ápice em dezembro de 2013, quando José Urutau Guajajara permaneceu 26 horas no topo de uma árvore no terreno, resistindo à ação policial. O ato exigiu a intervenção de bombeiros com equipamentos de rapel e a presença de um negociador do BOPE, terminou com a remoção forçada do cacique, que foi inicialmente encaminhado ao Hospital Souza Aguiar e posteriormente autuado por desobediência na 18ª DP. O protesto ocorria no contexto dos preparativos para a Copa do Mundo de 2014, quando o governo planejava reformar a área para o Complexo do Maracanã.
Legado e Reconhecimento
A resistência de José Urutau Guajajara tornou-se símbolo da luta indígena em contextos urbanos, rendendo-lhe destaque na mídia nacional e sendo objeto de estudos acadêmicos sobre movimentos sociais indígenas. Seu protesto na árvore inspirou a performance "Ocupa Árvore", que posteriormente foi tema de reportagens onde discutia os desafios da preservação cultural indígena nas grandes cidades.
Impacto político-cultural

Como resultado das negociações lideradas por Urutau e outros ativistas, o antigo Museu do Índio foi destinado a se tornar um Centro de Referência das Culturas Indígenas em 2013. Sua trajetória foi analisada e é estudada, que destacou seu papel fundamental na visibilidade dos povos originários.